# Vực bẫy trâu Head-Smashed-In
Vực bẫy trâu Head-Smashed-In là một vực bẫy trâu nằm nơi chân đồi của dãy núi Rocky có độ cao tăng dần từ vùng đồng cỏ nằm cách Fort Macleod, Alberta 18 km về phía tây bắc, trên đường cao tốc 785. Nó là một Di sản thế giới của UNESCO và là một bảo tàng văn hóa của liên minh Blackfoot.

## Lịch sử
Vực bẫy trâu đã được sử dụng cách đây 5.500 năm bởi người dân bản địa của vùng đồng bằng để giết trâu bằng cách lùa chúng ra một vách đá cao 11 mét (36 feet) cho chúng chết để giết thịt. Những người Blackfoot lùa đàn trâu từ một khu vực chăn thả tại đồi Porcupine cách đó khoảng 3 km (1,9 dặm) về phía tây của vách đá theo một đường, được hỗ trợ bởi hàng trăm chồng đá trang trí những bộ quần áo giống như chó sói. Những người tham gia "lùa trâu" chuyên nghiệp là những thanh niên được đào tạo và biết rõ hành vi của động vật sẽ hướng đàn trâu vào con đường đã định. Sau đó, những con trâu chạy trước khi đến vực sẽ chịu sức ép của đàn từ phía sau lao đến khiến chúng rơi xuống vực, gãy chân và bất động. Vách đá chính cao khoảng 300 mét (1000 feet), và giảm dần tới độ cao 10 mét so với thung lũng bên dưới. Các địa điểm này đã được sử dụng ít nhất 6.000 năm trước. Sau khi rơi khỏi vách đá, những xác trâu được xử lý tại một trại gần đó. Trại ở dưới chân vách đá cung cấp tất cả mọi thứ họ cần để xử lý một con trâu, bao gồm cả nước ngọt. Hầu hết mọi bộ phận của trâu đều được sử dụng, xương dùng để làm công cụ, nhà ở, da thì để làm quần áo. Tầm quan trọng của di chỉ này vượt xa ra ngoài việc chỉ đơn thuần cung cấp thực phẩm cho cuộc sống. Sau khi cuộc đi săn thành công, thực phẩm nhiều cho phép mọi người đều được thưởng thức thức ăn và giải trí, theo đuổi nghệ thuật và tâm linh. Điều này làm tăng độ phức tạp văn hóa xã hội.
Trong ngôn ngữ Blackfoot, tên của địa điểm này là Estipah-skikikini-kot. Theo truyền thuyết, một thanh niên Blackfoot muốn xem bẫy trâu ra khỏi vách đá từ bên dưới thung lũng, nhưng anh ta đã bị chôn vùi bên dưới xác những trâu.
Head-Smashed-In đã bị bỏ rơi trong thế kỷ 19 sau khi người châu Âu xuất hiện. Địa điểm lịch sử này lần đầu tiên được ghi lại bởi người châu Âu vào những năm 1880, và lần đầu tiên nó được khai quật bởi Bảo tàng Lịch sử tự nhiên Hoa Kỳ vào năm 1938. Nó đã được chỉ định một Địa điểm Lịch sử Quốc gia của Canada vào năm 1968, một di tích lịch sử cấp tỉnh vào năm 1979, và một di sản thế giới vào năm 1981 bởi giá trị lịch sử về bức tranh cuộc sống thời tiền sử và phong tục của những người thổ dân bản địa.

## Trung tâm nghệ thuật trình diễn và bảo tàng
Mở cửa vào năm 1987, trung tâm nghệ thuật trình diễn tại Head-Smashed-In được xây dựng vào vách đá sa thạch cổ đại. Nó bao gồm năm cấp độ khác biệt mô tả các hệ sinh thái, thần thoại, lối sống và công nghệ của các dân tộc Liên minh Blackfoot, trình bày quan điểm của cả hai dân tộc thổ dân và khoa học khảo cổ học châu Âu.
Trung tâm cũng cung cấp tư liệu cho hoạt động cắm trại và thực hành hội thảo giáo dục về các khía cạnh của cuộc sống. Mỗi năm, Head-Smashed-In tổ chức một số sự kiện đặc biệt và lễ hội có nguồn gốc được biết đến trên toàn thế giới, trong đó có một lễ hội Giáng sinh đặc biệt được gọi là "di sản qua Bàn tay của tôi", trong đó tập hợp các nghệ sĩ và thợ thủ công về đồ trang sức, quần áo, nghệ thuật và hàng thủ công. Du khách có thể chứng kiến nhảy múa truyền thống với trống và các cuộc biểu tình ngày thứ tư từ tháng 7 đến tháng 8 tại trung tâm.